# Уорнок, Рафаэль
Рафаэль Гамалиел Уорнок (англ. Raphael Gamaliel Warnock; род. 23 июля 1969, Саванна) — американский баптистский пастор и политик, представитель Демократической партии, сенатор США от штата Джорджия.

## Биография
Родился в Саванне, штат Джорджия, один из одиннадцати детей в семье. Окончил исторический чёрный мужской Морхаус-колледж, служил пастором в баптистских церквях Бирмингема в Алабаме, а также в Балтиморе и в Нью-Йорке. В 2005 году, в 35-летнем возрасте, стал самым молодым пастором Эбенезерской баптистской церкви (Атланта), в которой служил Мартин Лютер Кинг, сделавший её духовным центром возглавляемого им движения за равноправие чернокожего населения США.
В 2014 году был арестован в ходе протестов против отказа от расширения программы медицинского страхования Медикейд в рамках реформы здравоохранения и защиты пациентов в США. В 2017 году вновь арестован в ходе протестов против сокращения бюджетного финансирования социальных проектов, предложенного администрацией президента Дональда Трампа.

### В Сенате США
3 ноября 2020 года в ходе дополнительных выборов в Сенат США от Джорджии победил с результатом 32,69 % республиканку Келли Леффлер, получившую 26,07 % голосов, и вышел вместе с ней в назначенный на 5 января 2021 года второй тур голосования.
5 января 2021 года во втором туре заручился поддержкой 50,8 % избирателей, принеся партии важную победу: в Джорджии решался вопрос одновременно о двух сенаторских местах (помимо дополнительных выборов на место Леффлер, состоялись также очередные выборы сенатора второго класса, которым являлся республиканец Дэвид Пердью), и в случае сохранения за собой этих сенаторских мандатов республиканцы могли сохранить большинство в верхней палате Конгресса, в случае их потери Сенат разделился бы по партийному признаку ровно пополам — 50 на 50, и голос избранного вице-президента Камалы Харрис обеспечивал демократам преимущество.
Уорнок стал первым в истории чёрным сенатором США от Джорджии и первым демократом за 20 последних лет, избранным в Сенат от Джорджии.
8 ноября 2022 года состоялись выборы в Сенат США от Джорджии на полный срок, которые вновь привели к необходимости второго тура — Уорнок получил чуть больше 49 % голосов, а его основной соперник республиканец Хершел Уокер — почти 49 %.
6 декабря 2022 года во втором туре победил, набрав 51,3 % голосов избирателей против 48,7 % голосов, поданных за Уокера. Благодаря победе Уорнока демократы на выборах 2022 года получили контроль над Сенатом США при соотношении количества мест 51-49.

## Политические позиции
Будучи сенатором США, Уорнок придерживается прогрессивной повестки дня. По состоянию на ноябрь 2021 года Уорнок голосовал в соответствии с заявленной позицией Джо Байдена в 100 % случаев.

### Аборты
Уорнок назвал себя «пастором, выступающим за выбор».
В декабре 2020 года, во время кампании Уорнока в Сенат, группа из 25 чернокожих священнослужителей опубликовала открытое письмо с просьбой к Уорноку пересмотреть свою позицию в отношении абортов, назвав ее «противоречащей христианским учениям» и заявив, что аборты непропорционально затрагивают афроамериканцев. Кампания Уорнока ответила заявлением, в котором говорилось, что по мнению избранного сенатора «палата пациента слишком мала для женщины, её врача и правительства США, и что это глубоко личные решения в области здравоохранения, а не политические».

### Смертная казнь и уголовное правосудие
Уорнок выступает против смертной казни. Он безуспешно пытался остановить казнь приговоренного к смертной казни Троя Дэвиса.

### Управление оружием
Уорнок получил оценку «F» от Фонда политической победы Национальной стрелковой ассоциации во время своей кампании в Сенат. NRA обвинила его в поддержке криминализации частных передач оружия и запрете стандартных выпусков журналов и поддержала Леффлер. В 2014 году Уорнок выступил с проповедью, в которой раскритиковал законы об оружии в Джорджии, заявив, что «кто-то решил, что у них есть блестящая идея принять закон, разрешающий носить огнестрельное и скрытое оружие в церквях. Вы когда-нибудь были в церковном собрании?… Кто бы ни подумал об этом, он никогда не был на церковном собрании». NRA опубликовала видео в Твиттере, добавив подпись «Преподобный Уорнок, законопослушным американцам, защищающим себя, не до смеха». NRA добавила, что «Смеётся над прихожанами, которые защищаются с помощью оружия. Сначала Уорнок преследует наших ветеранов, теперь пришла очередь нашей Второй поправки».

### Иммиграция
Уорнок раскритиковал комментарий Трампа о «дерьмовых странах» в 2018 году и его последующее подписание прокламации в честь Мартина Лютера Кинга-младшего, заявив: «Я бы сказал, что прокламация без извинений является лицемерием. Без покаяния нет искупления, и президент Соединенных Штатов должен покаяться».

### ПраваЛГБТ
Уорнок поддерживает Закон о равенстве, который запрещает дискриминацию по признаку пола, гендерной идентичности и сексуальной ориентации.

### Верховный суд
Во время дебатов в декабре 2020 года Уорнок дважды отказался отвечать на вопрос, поддерживает ли он инициативы по увеличению количества судей Верховного суда.

### Право голоса
Уорнок сказал, что принятие закона о расширении права голоса достаточно важно, чтобы положить конец обструкции Сената.
17 марта 2021 года Уорнок заявил в речи в зале заседаний Сената, что право голоса подвергается атакам со скоростью, невиданной со времен Джима Кроу. 20 апреля 2021 года Уорнок и активистка за права голоса Стейси Абрамс дали показания перед Судебным комитетом Сената в пользу принятия Закона Джона Льюиса об избирательных правах и Закона о народе. Он снова подверг критике новые законы о выборах, принятые в его родном штате, назвав их «полномасштабным посягательством на право голоса, в отличие от всего, что мы видели со времен Джима Кроу». Он не выступает против законов об идентификации избирателей, но критикует их, когда они дискриминируют определенные группы.

### Благосостояние
В бытность помощником пастора в абиссинской баптистской церкви Уорнок выступал против реформы оплаты труда, предложенной мэром Нью-Йорка Руди Джулиани. В 1997 году он сказал The New York Times: «Мы обеспокоены тем, что заработная плата используется для вытеснения других работников, получающих приличную компенсацию… Мы обеспокоены тем, что бедные люди конкурируют с другими бедняками, и в этом отношении, мы думаем, что оплата труда — это обман».